# Kliszów (województwo świętokrzyskie)
Kliszów – wieś w Polsce, położona w województwie świętokrzyskim, w powiecie pińczowskim, w gminie Kije.
Do 1954 roku istniała gmina Kliszów. W latach 1954–1961 wieś należała i była siedzibą władz gromady Kliszów, po jej zniesieniu w gromadzie Kije. W latach 1975–1998 miejscowość administracyjnie należała do województwa kieleckiego.

## Części wsi
| SIMC    | Nazwa    | Rodzaj     |
| ------- | -------- | ---------- |
| 0242795 | Bugaj    | część wsi  |
| 0242803 | Macieryż | przysiółek |
| 0242810 | Średnie  | część wsi  |

## Historia
Wieś była miejscem bitwy stoczonej 19 lipca 1702 roku w czasie III wojny północnej. Starły się tu wojska saskie i koronne z armią szwedzką Karola XII. Wojskami saskimi dowodził król August II Mocny. Polskimi hetman wielki koronny Hieronim Augustyn Lubomirski. W czasie bitwy miała miejsce szarża polskiej husarii – zakończona niepowodzeniem. Na rozkaz Lubomirskiego chorągwie koronne wycofały się z walki. Osamotnione wojska saskie poniosły klęskę. Pod Kliszowem Szwedzi zdobyli 48 dział saskich i polskich, 36 chorągwi i sztandarów, a także cały obóz saski. Pola i łąki na których stoczono bitwę nazywane są od tego czasu trupieńcem.